# Yohann Ndoye-Brouard
Yohann Ndoye-Brouard, född 29 november 2000 i Chambéry, är en fransk simmare. Han tävlar för klubben Dauphins d'Annecy.

## Karriär
Vid det franska mästerskapet i kortbana 2018 i Montpellier tog Ndoye-Brouard guld på både 100 och 200 meter ryggsim. Vid franska mästerskapet 2019 i Rennes tog han guld på 100 meter rygg.
Vid Europamästerskapen i simsport 2021 blev Ndoye-Brouard delad bronsmedaljör på 100 meter ryggsim med grekiske Apostolos Christou, där båda simmade på tiden 52,97. Det var Ndoye-Brouards första mästerskapsmedalj. I mars 2021 kvalificerade sig Ndoye-Brouard till OS i Tokyo på både 100 och 200 meter rygg. Han slutade på 16:e plats på 100 meter rygg och på 9:e plats på 200 meter rygg. Ndoye-Brouard var även en del av Frankrikes lag som slutade på 10:e plats på 4×100 meter medley.
I augusti 2022 vid EM i Rom tog Ndoye-Brouard guld på 200 meter ryggsim och noterade ett nytt franskt rekord med tiden 1.55,62. Han tog även brons på 100 meter ryggsim samt var en del av det Frankrikes lag tillsammans med Antoine Viquerat, Clément Secchi och Maxime Grousset som tog silver på 4×100 meter medley.
I december 2023 vid kortbane-EM i Otopeni tog Ndoye-Brouard silver på 100 meter ryggsim.